# Ibrahim Burkia
Ibrahim Burkia es un deportista marroquí que compite en taekwondo. Ganó una medalla de bronce en el Campeonato Africano de Taekwondo de 2018, en la categoría de –68 kg.

## Palmarés internacional
| Campeonato Africano | Campeonato Africano | Campeonato Africano | Campeonato Africano |
| Año                 | Lugar               | Medalla             | Categoría           |
| ------------------- | ------------------- | ------------------- | ------------------- |
| 2018                | Agadir (Marruecos)  | Medalla de bronce   | –68 kg              |